# The Nexus Event
«The Nexus Event» (en español, «El evento nexus») es el cuarto episodio de la serie de televisión estadounidense Loki, basada en el personaje Loki de Marvel Comics. Sigue versiones alternativas del personaje que son arrestados por la Autoridad de Variación Temporal (AVT). El episodio está ambientado en el Universo cinematográfico de Marvel (UCM), compartiendo continuidad con las películas de la franquicia. Fue escrito por Eric Martin y dirigido por Kate Herron.
Tom Hiddleston repite su papel de Loki de la saga cinematográfica, mientras que Sophia Di Martino interpreta a una versión femenina del personaje llamado Sylvie. Gugu Mbatha-Raw, Wunmi Mosaku, Sasha Lane y Owen Wilson también protagonizan el episodio. Herron se unió a la serie en agosto de 2019. La filmación se llevó a cabo en Pinewood Atlanta Studios, y localizaciones en el área metropolitana de Atlanta.
«The Nexus Event» se estrenó en Disney+ el 30 de junio de 2021. Los críticos elogiaron las interacciones de los personajes, la escritura, el final y la escena de los créditos intermedios.

## Trama
Muchos años antes, la cazadora Ravonna Renslayer de la Autoridad de Variación Temporal (AVT) arresta a una joven Sylvie por "crímenes contra la línea de tiempo sagrada" y borra su línea de tiempo de la existencia, pero Sylvie roba el TemPad de Renslayer durante su juicio y escapa a la línea de tiempo.
En el presente, el agente de AVT, Mobius M. Mobius le pide a Renslayer que vea al Hunter C-20, pero Renslayer afirma que C-20 murió de un colapso mental causado por el encantamiento de Sylvie. En 2077, en medio de la destrucción de la luna Lamentis-1, Sylvie y Loki varados forman una conexión romántica, creando una línea de tiempo ramificada única, un "Evento Nexus" perpendicular a la Línea de Tiempo Sagrada, alertando a la AVT, que viene a rescatar y arrestar al par.
Al regresar a la sede, Mobius tiene a Loki encarcelado en un bucle de tiempo de un momento de su pasado en Asgard con Sif, donde ella lo ataca y dice que siempre estará solo. Mobius saca a Loki para interrogarlo sobre cómo ocurrió el evento Nexus, luego se burla del narcisismo de Loki y se enamora de Sylvie. Después de que Loki revela que los empleados de AVT son variantes de tiempo, Mobius lo envía de regreso al ciclo de tiempo. Más tarde, Mobius roba el TemPad de Renslayer, en el que encuentra una grabación de ella entrevistando a C-20 mentalmente sana, que confirma la declaración de Loki. Mientras tanto, B-15 angustiada lleva a Sylvie a Alabama (2050) y le pide a esta última que muestre sus recuerdos de su vida pasada, habiéndolos vislumbrado cuando Sylvie la había encantado previamente, aprendiendo su propia naturaleza variante en el proceso.
Mobius libera a Loki, pero se enfrentan a soldados de Renslayer y AVT. Mobius reconoce su traición y su estado de variante, lo que lleva a Renslayer a ordenarle que sea "podado", aparentemente matándolo. Renslayer lleva a Loki y Sylvie a los Guardianes del Tiempo, durante los cuales Sylvie le pregunta a Renslayer por qué fue arrestada por primera vez, aunque Renslayer afirma no recordarlo. Los Guardianes del Tiempo ordenan que Loki y Sylvie sean eliminados, pero B-15 libera al par de sus ataduras. Loki y Sylvie se unen para luchar y derrotar a Renslayer y los guardias de Tiempo, aunque B-15 queda inconsciente. Sylvie decapita a un guardián del tiempo, solo para descubrir que todos son androides. Mientras Loki intenta contarle a Sylvie sus sentimientos, Renslayer se recupera y lo poda. Enfurecida, Sylvie la domina y exige la verdad sobre la AVT.
En una escena de mitad de créditos, Loki despierta en otra dimensión y se encuentra con otras cuatro variantes de Loki, quienes le piden que se una a ellas para sobrevivir.

## Producción

### Desarrollo
Para septiembre de 2018, Marvel Studios estaba desarrollando una serie limitada protagonizada por Loki de Tom Hiddleston de las películas del Universo cinematográfico de Marvel (UCM). El CEO de Disney, Bob Iger, confirmó que Loki estaba en desarrollo en noviembre. Kate Herron fue contratada para dirigir la serie en agosto de 2019. Herron y el guionista Michael Waldron son productores ejecutivos junto a Kevin Feige, Louis D'Esposito, Victoria Alonso y Stephen Broussard de Hiddleston y Marvel Studios. El cuarto episodio, titulado «The Nexus Event», fue escrito por Eric Martin.

### Escritura
Presentar la primera "historia de amor real" de Loki fue parte del discurso inicial de Waldron para Loki, y sintió que era correcto para el personaje que esto fuera entre él y una versión alternativa de él mismo, la variante femenina Sylvie. Herron agregó que "solo desde una perspectiva de identidad, fue interesante profundizar en" los dos formando una relación y ella tuvo cuidado de darle "el espacio para respirar y profundizar en él de una manera que se sintiera ganada". Su relación fue uno de los aspectos de la serie que Herron decidió mejorar durante el cierre de la producción por la pandemia de COVID-19. El momento que los dos personajes comparten en Lamentis-1 en el que se preguntan si hay algo más en su amistad crea una "rama hacia arriba y hacia abajo" en la línea de tiempo sagrada, que Waldron dijo que era "exactamente el tipo de cosas que aterrorizarían" a la Autoridad de Variación Temporal (AVT).
Hunter B-15 ve recuerdos de su vida anterior en el episodio, pero lo que ve no se revela a la audiencia y la actriz Wunmi Mosaku tampoco estaba al tanto de los detalles de lo que estaba viendo el personaje cuando filmaba la escena.  Herron sintió que no mostrar sus recuerdos le permitió "a un personaje que pensaba que tenía poder y se da cuenta de que no tiene poder...[tener] algo de poder en ese escenario". Loki también ve un recuerdo de su vida en Asgard en el episodio, estando atrapado en un bucle de tiempo con Sif atacándolo por robarle un mechón de cabello; esto se basó en un mito nórdico.
Owen Wilson se sintió con Mobius M. Mobius al enterarse de que es una variante, comienza a tener las mismas preguntas que hizo Loki a su llegada a la AVT, de "¿Qué es esta organización? ¿Y es algo que es digno de su devoción?". Gugu Mbatha-Raw declaró que Ravonna Renslayer se sintió traicionado por Mobius, su único amigo, cuando intercambia sus TemPads, y por lo tanto lo traiciona al hacer que lo poden. Wilson agregó que la traición de Renslayer fue "bastante impactante", pero agregó al "salón de los espejos dentro de toda la serie, que las personas no son quienes parecen ser".
La escena de la mitad de los créditos en la que Loki se despierta rodeado de variantes de sí mismo originalmente tenía la intención de tener lugar al final del episodio, inmediatamente después de que Loki fuera podado. Herron dijo que la escena se movió a la mitad de los créditos en la postproducción para que el público "realmente sintiera que Loki había muerto", y Herron sintió que no tendría sentido que la escena viniera antes de los créditos.

### Casting

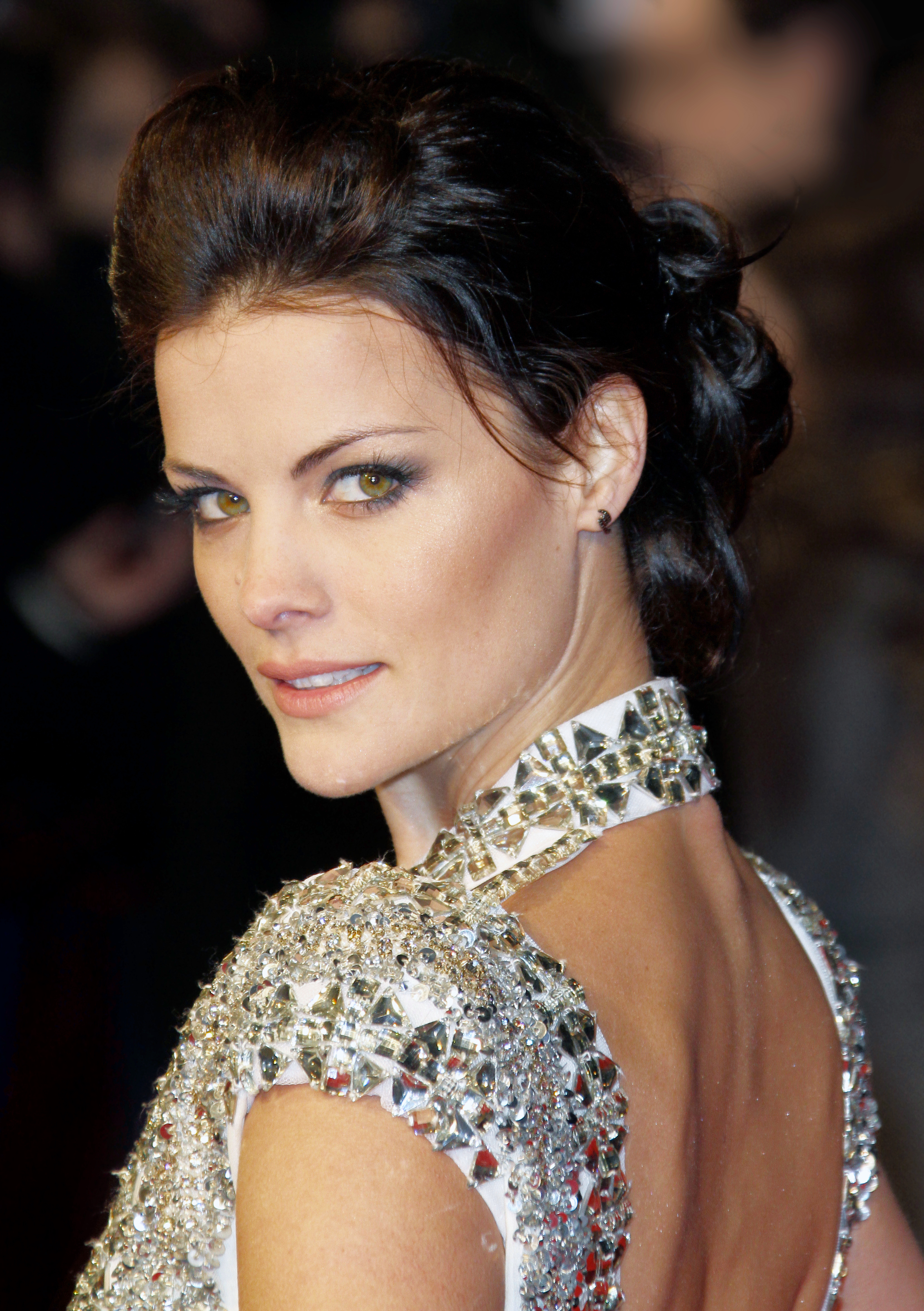
Jaimie Alexander hace un cameo sin acreditar como Sif en el episodio, repitiendo su papel de películas pasadas de UCM

El episodio está protagonizado por Tom Hiddleston como Loki, Sophia Di Martino como Sylvie, Gugu Mbatha-Raw como Ravonna Renslayer, Wunmi Mosaku como Hunter B-15, Sasha Lane como Hunter C-20 y Owen Wilson como Mobius M. Mobius.: 43:49–44:28  También aparecen en el episodio Richard E. Grant como Loki Clásico, Jack Veal como Kid Loki, Deobia Oparei como Loki Fanfarrón y Cailey Fleming como joven Sylvie.: 45:13–45:26, 45:53  Jaimie Alexander hace un cameo sin acreditar como Sif, mientras que Jonathan Majors da voz a los Guardianes del Tiempo, también sin acreditación.

### Diseño
Crear el set de Asgard fue un desafío para el diseñador de producción Kasra Farahani porque quería encontrar una manera de hacerlo reconocible como había aparecido en los medios de UCM anteriores, sin dejar de ser único en la serie y encajar con los otros sets nuevos y originales.

### Filmación y efectos visuales
La filmación tuvo lugar en los estudios Pinewood Atlanta en Atlanta, Georgia,: 9  con la dirección de Herron, y Autumn Durald Arkapaw como directora de fotografía.: 2  La filmación en locaciones tuvo lugar en el área metropolitana de Atlanta. Los efectos visuales del episodio fueron creados por Method Studios, Rise FX, FuseFX, Cantina Creative, Luma Pictures, Digital Domain, Crafty Apes, Industrial Light & Magic y Rodeo FX.: 46:58–47:18 

### Música
La compositora Natalie Holt sintió que era "realmente difícil conseguir el tono correcto" para la escena de Loki y Sylvie compartiendo su conexión que crea el evento de nexo. Ella explicó: "Si era demasiado sutil, no funcionaba bien. Probé una versión mucho más discreta y luego hice este sonido grandilocuente, amor en el espacio, el mundo se está acabando, simplemente así de enorme, arrollador momento de amor y simplemente pareció funcionar con lo que sea que trajeron a la mesa". Para la escena de los Guardianes del Tiempo, Holt jugó con la inquietud y la "sensación de valle inquietante" en su música.
«Le cygne» de Camille Saint-Saëns, interpretada por la intérprete de theremin Clara Rockmore y su hermana, la pianista Nadia Reisenberg, aparece en el episodio;: 47:26  el theremin fue uno de los instrumentos que Herron y Holt se sintió atraído por la puntuación de la serie. «If You Love Me (Really Love Me)» de Brenda Lee también aparece durante los créditos del episodio.

## Marketing
Después del lanzamiento del episodio, Marvel anunció productos inspirados en el episodio como parte de su promoción semanal "Marvel Must Haves" para cada episodio de la serie, incluida ropa, como camisetas basadas en los "carteles clásicos de productividad" de la AVT y accesorios. Marvel también lanzó un póster promocional para "The Nexus Event" con los Guardianes del Tiempo y Miss Minutes, y alentó a los fanáticos a no estropear las sorpresas del episodio.

## Lanzamiento
«The Nexus Event» fue lanzado en Disney+ el 30 de junio de 2021.

## Recepción

### Audiencia de la audiencia
Nielsen Media Research, que mide la cantidad de minutos vistos por las audiencias de los Estados Unidos en televisores, enumeró a Loki como la serie de transmisión original más vista durante la semana del 28 de junio al 4 de julio de 2021. Se vieron 813 millones de minutos en los primeros cuatro episodios disponibles, lo que supuso un aumento de 100 millones con respecto a la semana anterior.

### Respuesta crítica
El sitio web del agregador de reseñas, Rotten Tomatoes informó una calificación de aprobación del 88% con una puntuación promedio de 7.8/10 basada en 33 reseñas. El consenso crítico del sitio dice: "La química ganada con esfuerzo de Tom Hiddleston y Sophia Di Martino ayuda a anclar «The Nexus Event», una entrega impactante que reorganiza el tablero mientras provoca nuevas y emocionantes variables para el Dios de la Travesura".
Alan Sepinwall de Rolling Stone dijo que el episodio fue "una hora de televisión emocionante y conmovedora que ofreció esa sensación familiar y tranquilizadora de hacer que todo lo que vino antes se sienta más importante como resultado de ello". Hablando de la aparente desaparición de Mobius, Sepinwall no creía que Wilson terminaría en el programa, pero sintió que si lo estuviera, "el programa realmente obtuvo un gran valor de Wilson, no solo en las bromas con Hiddleston, sino en la forma en que que ayudó a poner un rostro humano y fácil de identificar en los programas, preguntas más importantes sobre la identidad y el libre albedrío". También disfrutó de todas las "posibilidades cómicas y dramáticas" que presentaban las diversas variantes de Loki en la escena de los créditos intermedios y concluyó que "Loki está haciendo exactamente lo que debería estar haciendo un drama serializado, y está disparando a toda máquina". Dándole al episodio una "B", Caroline Siede en The A.V. Club dijo que "sólo una actuación de primer nivel y una intrigante burla de créditos intermedios impulsa este episodio de un marcador de posición a algo más tentador". Ella sintió que el episodio presentaba "un montón de personas sentadas y esperando a que los personajes descubrieran cosas que ya sabemos", creyendo que una desconexión adicional fue que la serie "quiere ser un programa lleno de giros, vueltas y revelaciones impactantes, pero el escribir no es lo suficientemente inteligente como para lograr esa sensación de diversión traviesa". Además, Siede calificó el amor de Loki por Sylvie como "un ancla emocional verdaderamente salvaje" y afirmó que la escena de los créditos intermedios era "una tentadora provocación de que Loki finalmente podría expandir su mundo a algo menos confinado". Adam B. Vary y Mónica Marie Zorrilla de Variety declararon que «The Nexus Event»; "se vuelve positivamente loco con giros en la trama que cambian el juego".
Siddhant Adlakha de IGN fue más crítico con el episodio, dándole un 5 sobre 10. Sintió que «The Nexus Event» estaba "compuesto por algunos momentos y escenas interesantes, pequeños ritmos de personajes y negociaciones que se sienten que deberían sumar algo más convincente" y creía que la serie estaba "trotando en su lugar", perdiendo "algo de la urgencia y la emoción provocada" en episodios anteriores. Adlakha se mostró en desacuerdo con la indicación de que la sagrada línea de tiempo arrojada al caos se redujo a "una mera distracción tratada fuera de la pantalla", lo que creó "una extraña deflación de la propia mecánica del programa y la forma en que presenta este enorme suspenso". Por el contrario, elogió la partitura de Holt, calificándola de "conmovedora y extraña" y calificó la escena de los créditos intermedios como "la primera vez que el programa avanza de manera divertida o significativa en varias semanas".